# Audio Technica

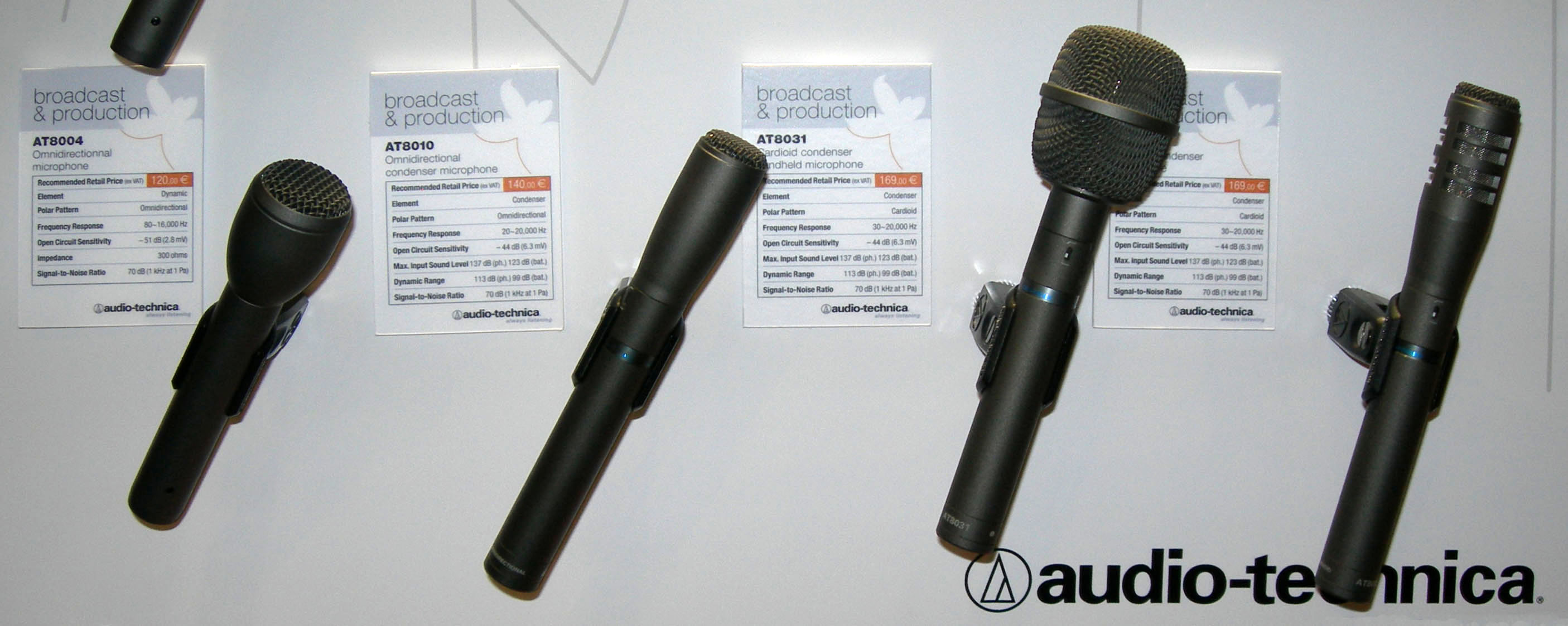
Mikrofony do zastosowań transmisyjnych na targach IBC 2008 w Amsterdamie

Audio-Technica Corporation – japoński producent sprzętu dźwiękowego założony w Tokio w 1962 roku przez Matsushita Hideo. Z mikrofonów tej firmy korzysta wielu znanych artystów, wśród nich: Justin Timberlake, Linkin Park, Metallica, Kiss, Skid Row, Puddle of Mudd, Killswitch Engage i inni oraz wytwórcy programów – m.in. Big Brother. Mikrofonów tej firmy używano także podczas zimowych igrzysk olimpijskich, m.in. w 2002 roku. W 2005 roku rozpoczęto produkcję mikrofonów odpornych na zakłócenia radiowe, telefoniczne, bezprzewodowych sieci internetowych itp. Oprócz fabryki w Tokio Audio Technica posiada fabrykę w Machida, Akron w Ohio w USA. Audio Technica posiada w Europie cztery biura (oddziały): w Leeds od 1978 roku, w Wiesbaden od 1999 roku, w Paryżu od 2009 roku oraz w Budapeszcie od 2010 roku.

## Produkty
- mikrofony
- słuchawki
- kasety magnetyczne
- systemy konferencyjne
- splitery antenowe
- wkładki i igły gramofonowe
- gramofony
- miksery
- akcesoria mikrofonowe